# تاراکنده
تاراکنده (به لاتین: Tarakanda) یک منطقهٔ مسکونی در بنگلادش است که در ناحیه میمن‌سینگ واقع شده‌است. تاراکنده ۵۶۹ کیلومتر مربع مساحت دارد.